# Irene Higginbotham

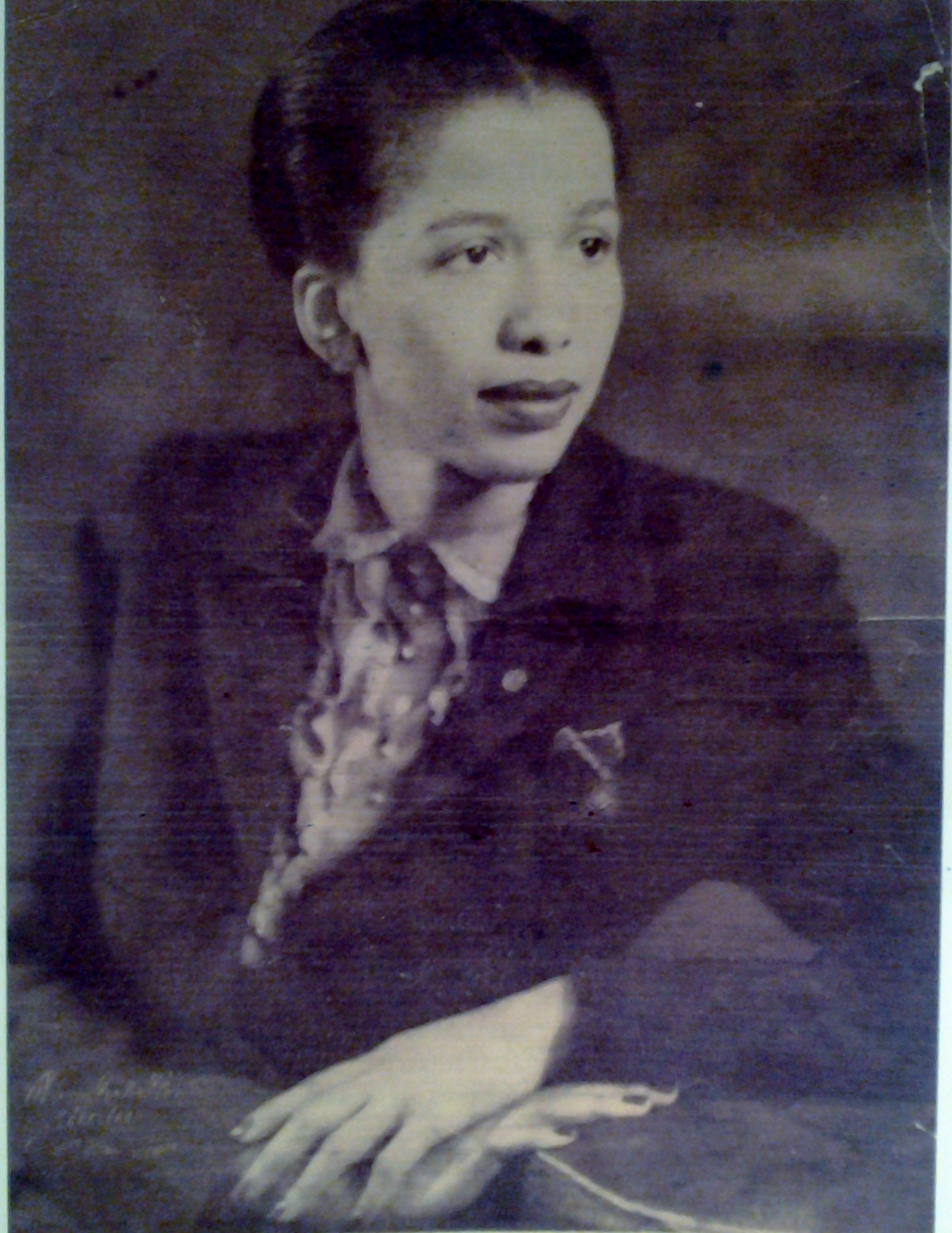
Irene Higginbotham

Irene Higginbotham (* 11. Juni 1918 in Worcester (Massachusetts); † 27. August 1988 in Brooklyn, New York City) war eine US-amerikanische Pianistin und Songwriterin, bekannt durch die Mitwirkung an dem Billie-Holiday-Song Good Morning Heartache von 1946.

## Leben und Wirken
Irene Higginbotham stammte aus einer musikalischen Familie; sie war eine Nichte des Jazzposaunisten J. C. Higginbotham, Cousine des Jazzposaunisten Joseph Orange. Sie besuchte zunächst die New York Business School, um als Stenographin zu arbeiten, studierte dann Musik bei Kemper Harold und Frederic Hall. Bereits mit dreizehn Jahren hatte sie ihren ersten Song geschrieben; mit fünfzehn Jahren begann sie als Konzertpianistin aufzutreten. 1944 wurde sie Mitglied der American Society of Composers, Authors and Publishers (ASCAP).
Higginbotham schrieb auch einige Tanznummern, die Instrumental-Hits wurden. Anfang der 1950er Jahre wurden Titel von ihr wie Jersey Turnpike unter dem Pseudonym Glenn Gibson veröffentlicht, jedoch stammte nicht jeder Glenn Gibson zugeschriebener Song von Irene Higginbotham, denn Joe Davis, der einer von ihren Verlegern war, benutzte den Namen, um Urheberansprüche auf Songs zu erheben, die public domain waren.
Irene Higginbotham ist nicht mit Irene Kitchings (1908–1975) zu verwechseln, die kurzzeitig mit Teddy Wilson verheiratet war und den Standard Some Other Spring komponierte. Eine Zeitlang wurde irrtümlich behauptet, Kitchings und Higginbotham seien ein und dieselbe Person, was daraus entstanden sein könnte, dass beide Frauen Songs geschrieben hatten, die von Billie Holiday eingeführt worden waren.

## Kompositionen (Auswahl)
Zu ihren bekanntesten Songs gehörte neben Good Morning Heartache, den sie mit Dan Fisher und Liedtexter Ervin Drake schrieb und den Billie Holiday am 22. Januar 1946 erstmals einspielte, No Good Man, ebenfalls aufgenommen von Billie Holiday (1946) und von Nina Simone (1961), This Will Make You Laugh, aufgenommen vom Nat King Cole Trio (1941) und 1993 von Natalie Cole, außerdem von Carmen McRae (1955), Marvin Gaye (1978), John Pizzarelli (1992) und Keith Ingham (1998), Are You Livin' Old Man, aufgenommen von Anita O’Day mit dem Stan Kenton Orchestra (1942) und June Christy mit dem Kenton Orchestra (1945), It's Mad, Mad, Mad, aufgenommen vom Duke Ellington Orchestra (1947), I Got News for You, aufgenommen von Woody Herman (1948), Mean and Evil Blues, aufgenommen von Dinah Washington (1948), No Sale aufgenommen von Louis Jordan & His Tympany Five (1945), That Did It, Marie, aufgenommen von Peggy Lee und Benny Goodman & His Orchestra (1941) sowie The Bottle's Empty, aufgenommen von Coleman Hawkins (1945).